# Urbano VIII visita Il Gesù durante las celebraciones del centenario de la Orden de los Jesuitas
Urbano VIII visita Il Gesù durante las celebraciones del centenario de la Orden de los Jesuitas es una pintura al óleo de grandes dimensiones, conmemorando el acontecimiento ocurrido con motivo de los 100 años de la Compañía de Jesús.

## Historia
El 27 de septiembre de 1540, el papa Paulo III había aprobado la Compañía de Jesús mediante la bula Regimini militis ecclesiae.
Cien años después, la Compañía de Jesús llevó a cabo distintos festejos para celebrar el centenario de la orden. En esta serie de festejos y acontecimientos se enmarcó la visita de Urbano VIII a la iglesia del Gesú en Roma, templo matriz de la Compañía. El propio Urbano VIII tenía estrechas relaciones con la orden desde antes de su elección, por ejemplo, mediante la pertenencia a la Congregación de Nobles regentada por la Compañía y con sede en la casa profesa en la que se integraba Il Gesú. Además, el cardenal Antonio Barberini, sobrino de Urbano VIII, corrió con los gastos de las celebraciones del centernario y fue durante su cardenalato (1627-1671) un importante protector de la orden. Fue el propio Antonio Barberini quién encargo el cuadro representando la visita de su tío Urbano VIII y de él mismo a la iglesia del Gesú. La tela fue encargada a Andrea Sacchi, pintor del entorno del cardenal Antonio Barberini.

Tras su finalización fue descrito en un inventario del cardenal como:
Un quadro per alto che rappresenta il Centesimo celebrato nella Chiesa del Giesù con prospettive et Urbano VIII e diverse altre figure, mano del S.r Andrea Sacchi, di palmi 14 e 10 in circa con sua cornice grande intagliata e tutta dorata.

(En español, Un cuadro alto que representa el Centesimo celebrado en la iglesia del Giesù con perspectivas y Urbano VIII y varias otras figuras, de la mano de S.r Andrea Sacchi, de unos 14 y 10 palmos con su gran marco tallado y totalmente dorado.)

## Descripción
El cuadro es rectangular cuenta con unas dimensiones de 3,21 metros de alto por 2,48 de ancho. Está pintado al óleo sobre lienzo.

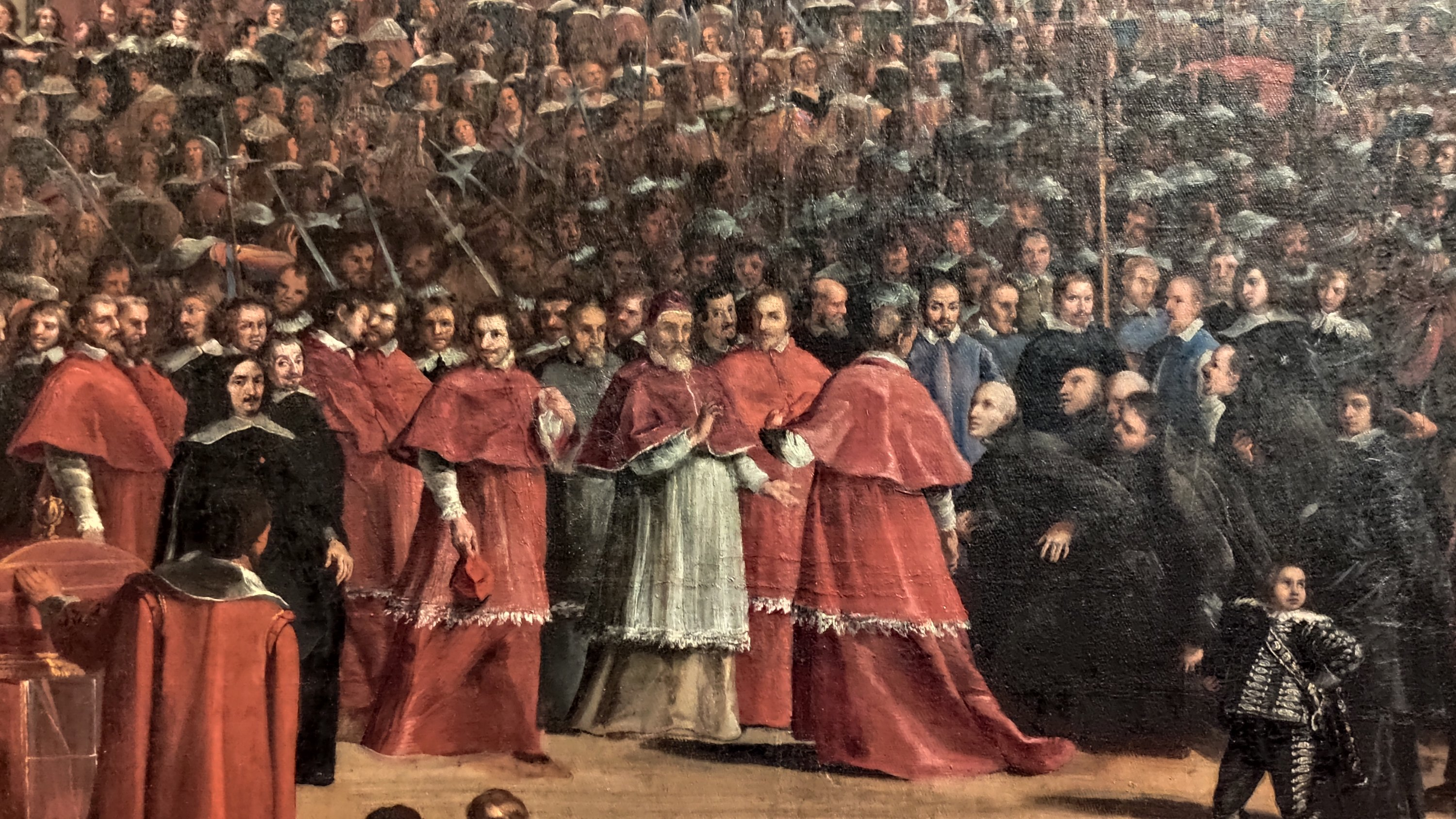
Vista de la escena central mostrando la recepción de Urbano VIII, acompañado por su corte, por el general de los jesuitas Mucio Vitelleschi.

La pintura representa la nave central del templo, incluyendo al fondo su capilla y altar mayor. La escena central muestra al papa Urbano VIII, acompañado por su sobrino Antonio y su corte; siendo recibido por Mucio Vitelleschi, superior general de la Compañía de Jesús. El resto de la obra muestra una multitud de personajes masculinos de toda clase y condición que abarrotan el templo con ocasión de la visita. La composición es vibrante y rica en detalles tanto de la propia iglesia como de las personas de la multitud.
Se conserva en las colecciones del Palacio Barberini en Roma, residencia que había sido de la familia del propio Urbano VIII.

## Galería

Detalles de la pintura
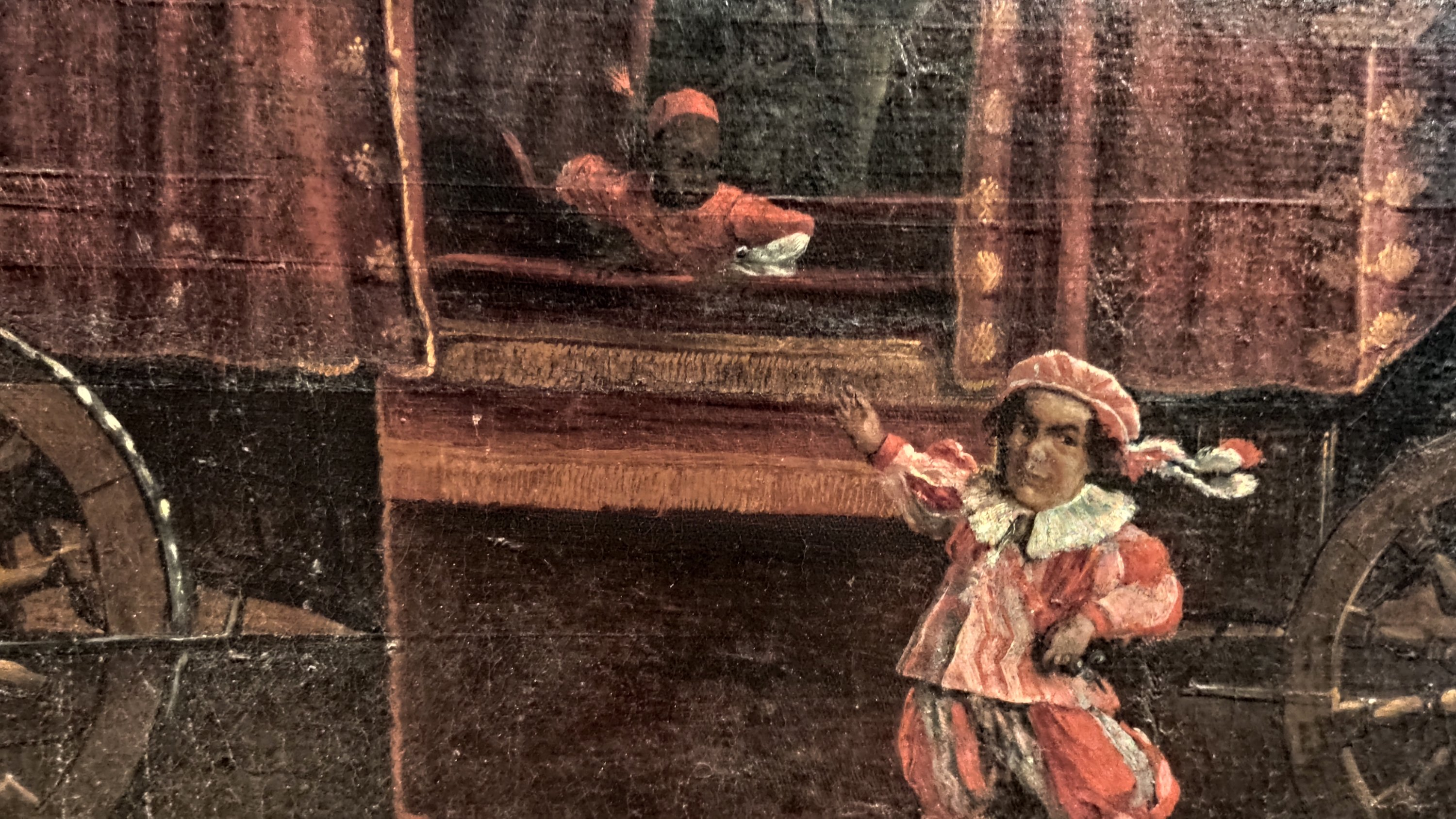
Coche del papa, con miembros de su corte
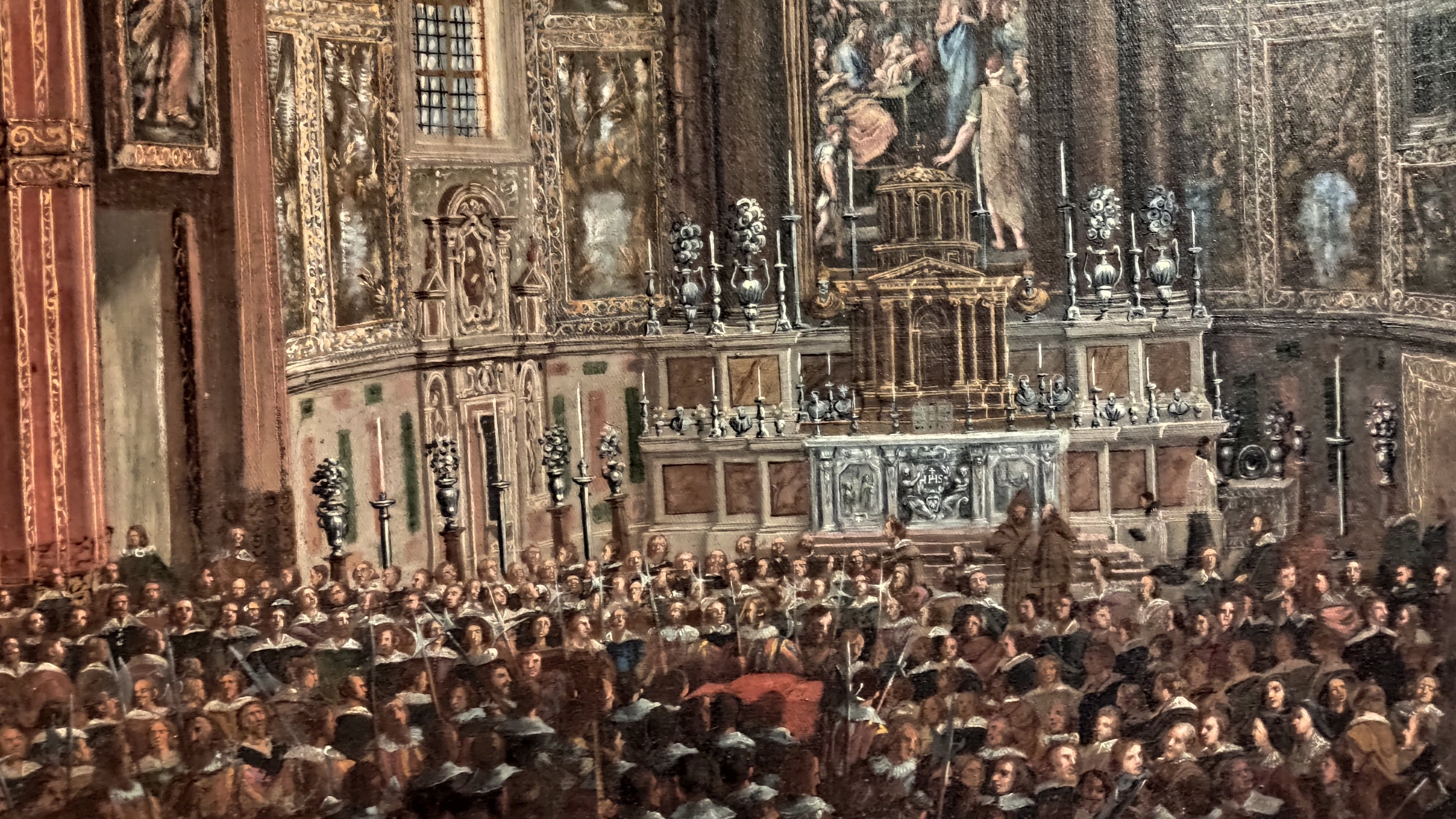
Parte del presbiterio
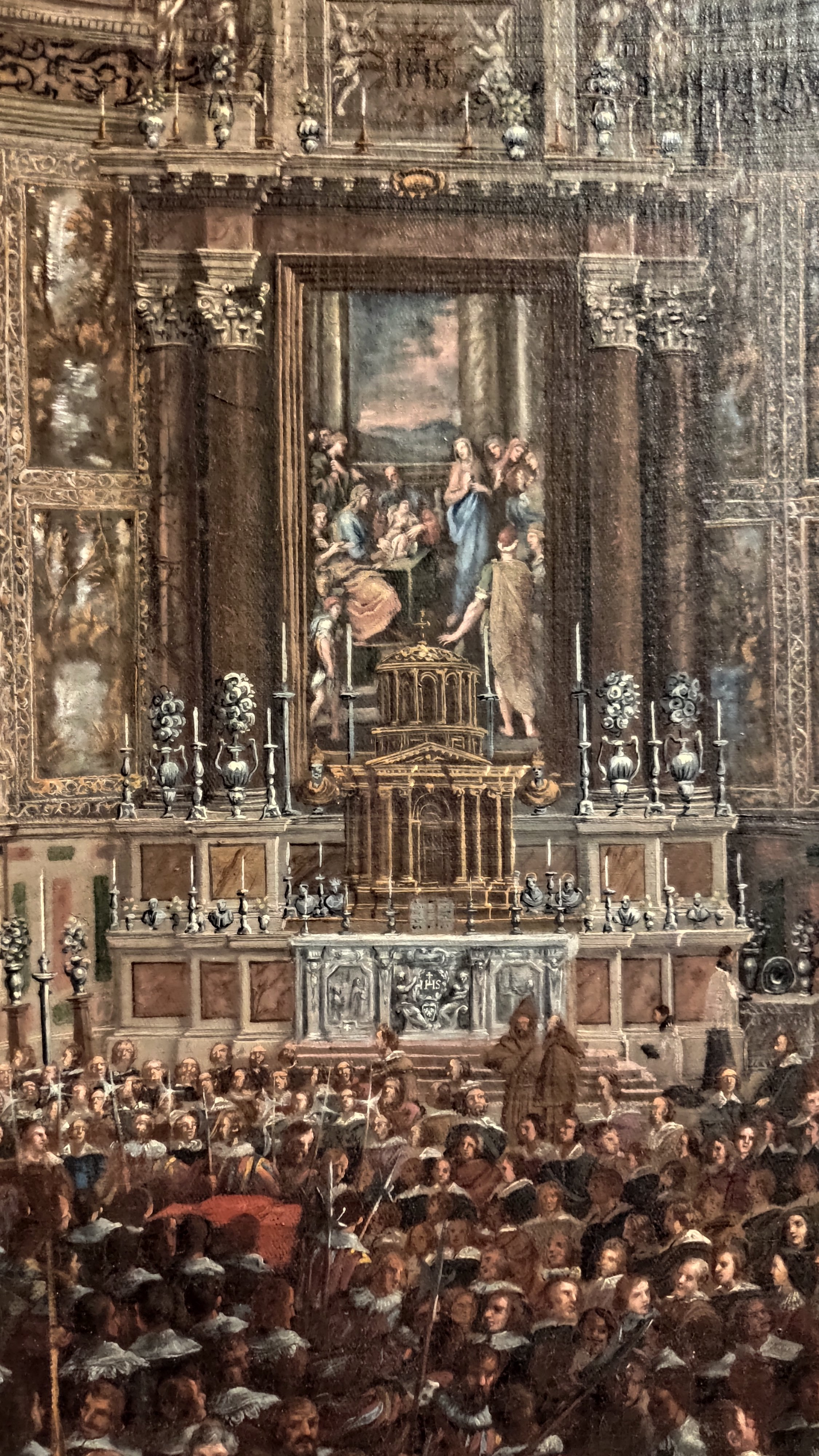
Altar y retablo mayor
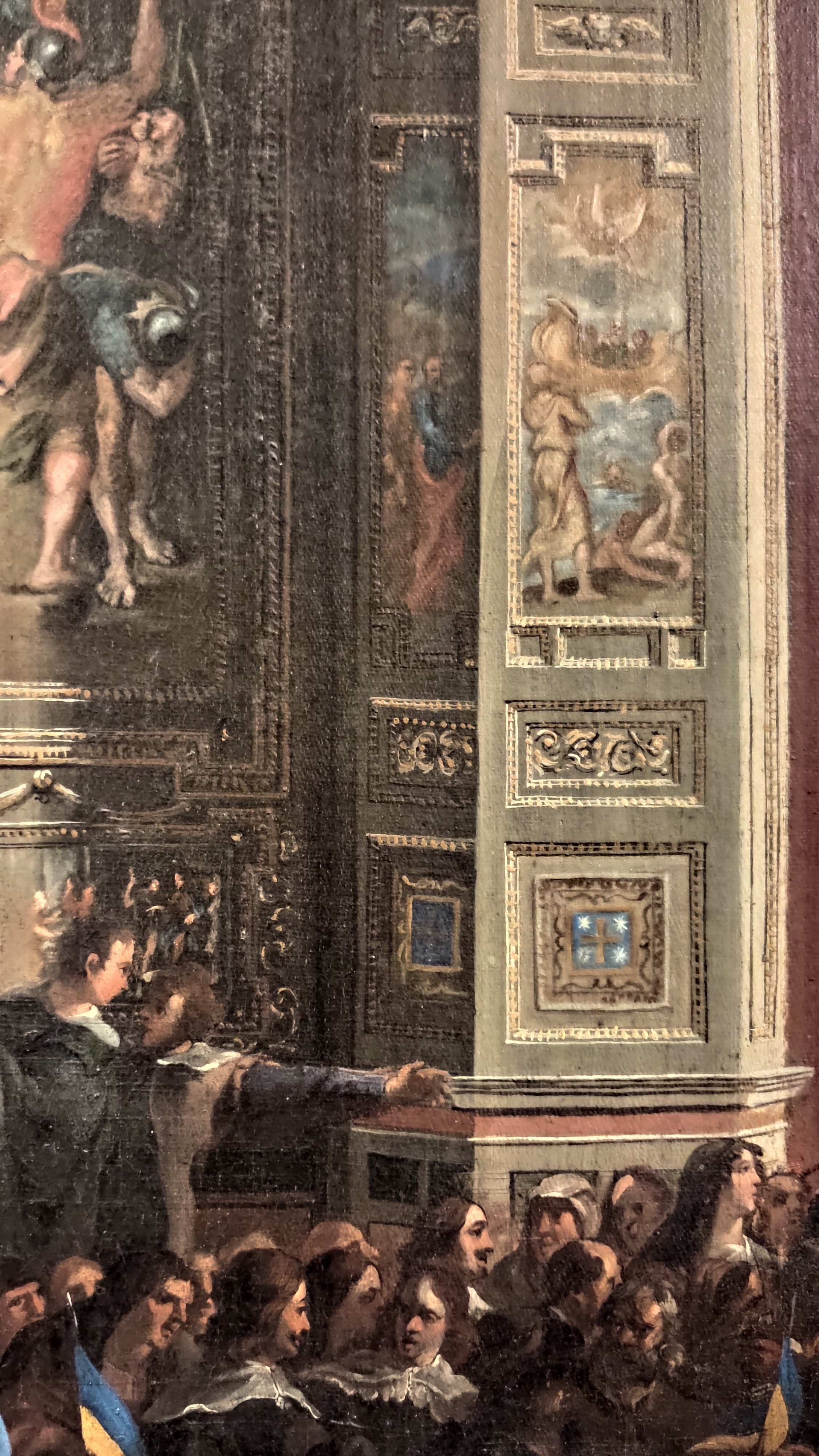
En la primera capilla lateral izquierda